# Ebenezer Kepombia
Ebenezer Kepombia, aussi connu sous le pseudonyme de Mitoumba, est un acteur, réalisateur, scénariste et producteur de cinéma camerounais né le 19 mai 1970 à Bazou, au Cameroun

## Biographie

### Formation et débuts
Ebenezer Kepombia est né le 19 mai 1970 à Bazou dans le département du Ndé, région de l'ouest au Cameroun. Il est diplômé en langues et enseignant d’allemand de formation.

### Carrière
Il exerce son métier d'enseignant de la langue allemande à Douala, au lycée de Bonamoussadi.
Il commence sa carrière artistique en 2000. Les premières années, il réalise plusieurs courts métrages tels que Le sac d’ignames, Le masochiste, Triste Saint Valentin.
Son premier long métrage, Le conjoint d’autrui, est réalisé en 2005. Il devient réalisateur et producteur de séries télévisées en 2007 avec Foyer polygamique et La belle-mère en 2013.
Il est surtout connu pour avoir incarné Mitoumba dans la série camerounaise Foyer polygamique aux côtés de Salomon Tatmfo. Cette série est diffusée en espagnol au Mexique. Il joue également le rôle de l'officier de police Ondoa dans la série Cercle vicieux dont il est le producteur et dont la diffusion a démarré en 2014 sur la chaîne de télévision camerounaise Canal 2 International.
Il joue dans Ma grande famille une série ivoirienne tournée en Côte d'Ivoire qui fait intervenir en plus des acteurs de la série Ma famille, d'autres acteurs africains comme Sékou Oumar Sidibé du Burkina Faso, Serge Abessolo du Gabon, Mouhamadou Diarra du Sénégal, Att Junior du Mali, 
Il réalise aussi la série La Reine blanche qui est diffusée à partir du samedi 16 avril 2016 sur la chaîne de télévision Canal 2 International.

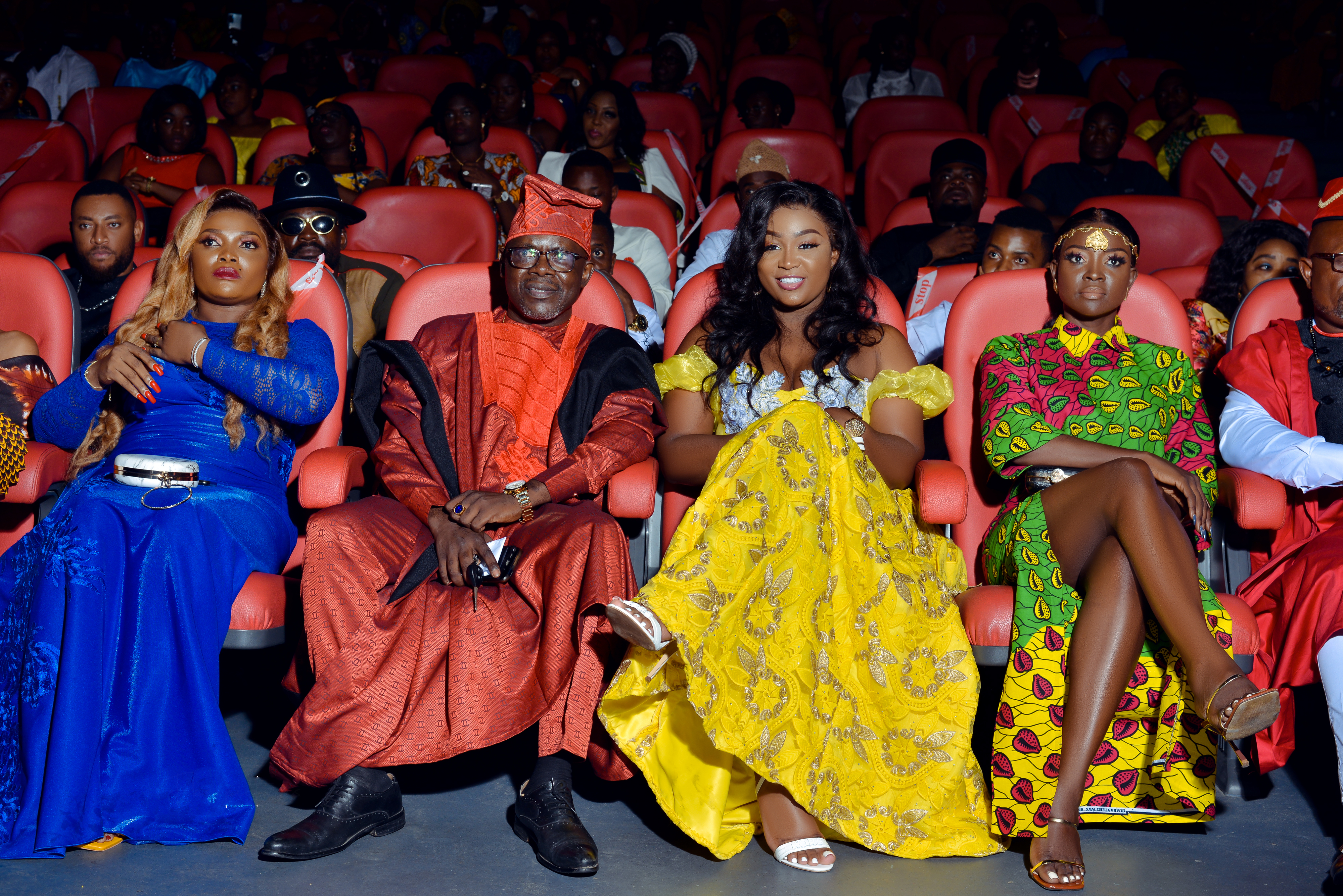
Ebenezer Kepombia avec Emy Dany Bassong et Muriel Blanche en 2021

En 2020, il produit la série Roses écarlates réalisée par Frank Olivier Ndema.
Depuis 2020, il réalise la série Madame...Monsieur qui parle de scènes de ménage. Dans cette série on revoit un visage bien connu du théâtre camerounais Rigobert Tamwa, en plus de nouvelles stars à l'instar de Muriel Blanche qui y joue le rôle de Passy,, Emy Dany Bassong dans le rôle de Sophie Ewane et Noëlle Kenmoe dans le rôle d'Anna, Rachel Nkontieu dans le rôle de Mme Mbarga et Julia Samantha Edima y joue le rôle de Kim.

## Filmographie

### Séries
| Année | Séries                  | Rôle                           |
| ----- | ----------------------- | ------------------------------ |
| 2007  | Foyer polygamique       | Mitoumba                       |
| 2012  | Ennemis intimes         | Mitoumba                       |
| 2013  | Cercle vicieux          | Ondoa                          |
| 2016  | La reine blanche        | Notable Mitoumba               |
| 2018  | Habiba                  | Messanga                       |
| 2019  | Otages d'Amou           | Commissaire Ondoa              |
| 2020  | Madame... Monsieur      | Papa Loko                      |
| 2023  | La Bataille des chéries | Commandant Dialo. Réalisation. |

## Distinctions
- Distinction aux LFC Awards[17].